# Мяновский, Иосиф Игнатьевич
Иосиф (Осип) Игнатьевич Мяновский (Юзеф Мяновский, пол. Józef Mianowski; 1804—1878) — клиницист, ректор Варшавской Главной школы, профессор. 

## Биография
Родился в семье бедного польского шляхтича в Умани.
В 1822 году окончил Уманское уездное училище. Окончил В 1826 году был выпущен лекарем 1-го отделения с отличием из Виленского университета. В июле 1828 года получил в Виленском университете степень доктора медицины за сочинение «De tetano observationes tres cuni epicrisi» и в сентябре того же года получил должность помощника профессора А. Снядецкого при университетской медицинской клинике. В 1831 году женился, но через год его жена умерла при родах.
В 1831 году начал преподавать в Виленском университете физиологию, но в связи с закрытием университета в 1832 году Мяновский был переведён в Виленскую медико-хирургическую академию; с декабря 1834 года — адъюнкт.

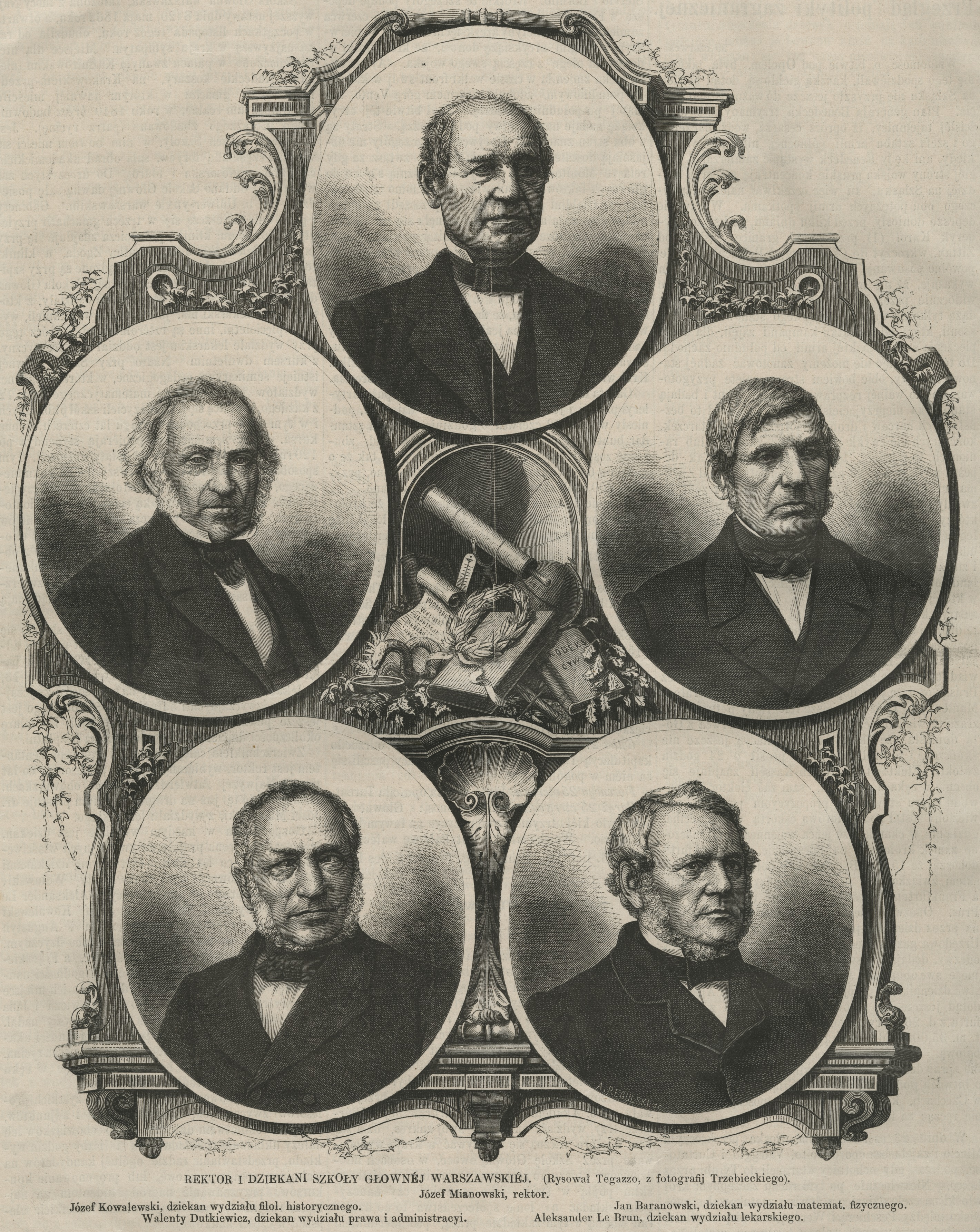
Ректорат Варшавской главной школы. Профессора: Иосиф Игнатьевич Мяновский — ректор (сверху), О. Ковалевский (в среднем ряду слева), Я. Барановский (в среднем ряду справа)

В августе 1837 года был отправлен на казённый счёт за границу и по возвращении оттуда с сентября 1838 года был допущен к преподаванию физиологии в Виленской медико-хирургической академии; с 1839 года — адъюнкт терапевтической клиники и экстраординарный профессор физиологии.
С января 1840 года — ординарный профессор физиологии и ректор Виленской медико-хирургической академии, но вскоре был арестован как врач польского активиста Шимона Конарского; признан невиновным и с августа 1840 года — ординарный профессор кафедры физиологии Московской медико-хирургической академии. В январе 1842 года был переведён в Санкт-Петербургскую медико-хирургическую академию для преподавания психиатрии и одновременно был назначен главным врачом 2-го Военно-сухопутного госпиталя по отделению внутренних болезней. Одновременно, с августа 1842 года он заведовал акушерской и детской клиниками и с 1844 года был директором Александринско-Мариинского приюта.
В конце декабря 1860 года он оставил службу в звании заслуженного профессора.
С 1863 года занимал пост ректора Варшавской Главной школы, до её преобразования в Императорский Варшавский университет. Во время январского восстания 1863 года в Польше, Иосиф Мяновский защитил студентов школы от репрессий царских властей, умышленно занизив степень их участия в восстании. Многие участники, принимавшие участие в боях, фигурировали в сфабрикованных им списках, как посещавшие школу в этот период. В 1881 году выпускники Главной школы, в память о своём ректоре, создали «Кассу помощи, работающим в области науки им. доктора медицинских наук Иосифа Мяновского», которая стала крупнейшей польской организацией поддержки научных исследований и научных издательств XIX века; касса функционировала до конца 1952 года и 20 мая 1991 года была вновь воссоздана как «Фонд содействия развитию науки».
Мяновский состоял членом-корреспондентом Королевского Берлинского медико-хирургического общества (с 1837), почётным членом Парижского общества физических и химических наук (с 1839), членом Императорского Виленского медицинского общества (с 1831). Почётный гоф-медик.
Умер в Италии в 1879 году.